# Episodi di The Terminal List
La prima stagione della serie televisiva The Terminal List, composta da 8 episodi, è stata rilasciata negli Stati Uniti d'America sulla piattaforma streaming Amazon Prime Video il 1º luglio 2022.
Anche in Italia la stagione è stata rilasciata il 1º luglio 2022 sulla piattaforma streaming Amazon Prime Video.
| nº | Titolo originale | Titolo italiano | Prima TV USA   | Prima TV Italia |
| -- | ---------------- | --------------- | -------------- | --------------- |
| 1  | The Engram       | L'engramma      | 1° luglio 2022 | 1° luglio 2022  |
| 2  | Encoding         | Codifica        | 1° luglio 2022 | 1° luglio 2022  |
| 3  | Consolidation    | Consolidamento  | 1° luglio 2022 | 1° luglio 2022  |
| 4  | Detachment       | Distacco        | 1° luglio 2022 | 1° luglio 2022  |
| 5  | Disruption       | Interruzione    | 1° luglio 2022 | 1° luglio 2022  |
| 6  | Transience       | Precarietà      | 1° luglio 2022 | 1° luglio 2022  |
| 7  | Extinction       | Estinzione      | 1° luglio 2022 | 1° luglio 2022  |
| 8  | Reclamation      | Rigenerazione   | 1° luglio 2022 | 1° luglio 2022  |

## L'engramma
- Titolo originale: The Engram
- Diretto da: Antoine Fuqua
- Scritto da: David DiGilio

## Codifica
- Titolo originale: Encoding
- Diretto da: Ellen Kuras
- Scritto da: David DiGilio

## Consolidamento
- Titolo originale: Consolidation
- Diretto da: M. J. Bassett
- Scritto da: Daniel Shattuck

## Distacco
- Titolo originale: Detachment
- Diretto da: Frederick E.O. Toye
- Scritto da: John Lopez

## Interruzione
- Titolo originale: Disruption
- Diretto da: Tucker Gates
- Scritto da: Olu Odebunmi & Tolu Awosika

## Precarietà
- Titolo originale: Transience
- Diretto da: Sylvain White
- Scritto da: Max Adams

## Estinzione
- Titolo originale: Extinction
- Diretto da: Frederick E.O. Toye
- Scritto da: Brooke Roberts

## Rigenerazione
- Titolo originale: Reclamation
- Diretto da: Sylvain White
- Scritto da: Lisa Long & Hennah Sekander